# Alexander Köckert (Schauspieler, 1859)
Alexander Köckert, auch Alexander Kökert (* 1859; † 22. November 1926 in München) war ein deutscher Theaterschauspieler.

## Leben
Er begann seine Bühnenlaufbahn 1884 in Bochum, kam 1885 nach Leipzig ans Carolatheater, 1886 nach Glogau, 1887 ans Hoftheater nach Oldenburg, 1889 ans Deutsche Theater in Berlin, 1890 ans Burgtheater, 1891 ans Stadttheater in Straßburg und wurde 1894 an das Hoftheater in Mannheim verpflichtet, wo er bis zu seinem Tod wirkte.
Er vertrat das Fach der ersten Bonvivants und beherrschte auf diesem Gebiete alle wichtigen Rollen.